# Relations entre Israël et la Roumanie
Les relations entre Israël et la Roumanie sont les relations étrangères entre Israël et la Roumanie. Les deux pays ont établi des relations diplomatiques complètes le 11 juin 1948. Israël a une ambassade à Bucarest. La Roumanie a une ambassade à Tel-Aviv et un consulat général à Haïfa, et 2 consulats honoraires (à Jérusalem et à Tel-Aviv). Les deux pays ont signé de nombreux traités et accords bilatéraux[réf. nécessaire] et les deux pays sont membres à part entière de l'Union pour la Méditerranée.

## Histoire
Pendant la guerre froide, la Roumanie était le seul pays communiste à ne pas rompre ses relations diplomatiques avec Israël. Les deux pays ont signé un accord commercial le 30 janvier 1971 lors de la visite du ministre israélien de l'Agriculture à Bucarest. En 1984, le ministre roumain du tourisme s'est rendu en Israël. Le ministre roumain des Affaires étrangères Ioan Totu est arrivé en janvier 1988 accompagné de son directeur de département, Mielcioiu. Le ministre du commerce extérieur et de la coopération internationale, Ioan Unger, est venu avec une délégation roumaine en octobre 1988. Les émissaires de Nicolae Ceaușescu ont été envoyés pour des entretiens avec des dirigeants israéliens, bien que le chef de l'État lui-même n'ait pas effectué de visite officielle, affirmant qu'il ne le ferait que lorsque le conflit arabo-israélien serait résolu.
Dans un article du Israel Journal for Foreign Affairs, l'ambassadeur Avi Millo a décrit comment, lors de son affectation (1996-2001), il a accueilli de nombreux dignitaires dont le Premier ministre de l'époque, le professeur Radu Vasile, dans sa résidence de Bucarest. Il a servi une cuisine juive traditionnelle à ses invités roumains et l'a utilisée pour leur enseigner la culture israélienne. Ces repas, a-t-il souligné, ont facilité la conversation, la confiance et renforcé les relations entre Israël et la Roumanie.
En 2010, le président israélien Shimon Peres s'est rendu en Roumanie et a rencontré plusieurs dirigeants roumains, parmi lesquels le président Traian Basescu, le leader du Sénat Mircea Geoana et la présidente de la Chambre Roberta Anastase. Ils ont discuté de la coopération dans les domaines de la défense, de la technologie, de l'éducation, des affaires et du tourisme, et ont signé deux accords.
En 2014, le Premier ministre roumain Victor Ponta est arrivé en Israël et a rencontré le président israélien Shimon Peres et le Premier ministre israélien Benjamin Netanyahu,,.
En mars 2016, le président roumain Klaus Werner Iohannis est arrivé en Israël et a rencontré le président israélien Reuven Rivlin, le président de la Knesset Yuli Edelstein et d'autres responsables. Ils ont discuté du terrorisme et de la mémoire de l'Holocauste,,,,,.
En avril 2018, la Roumanie a annoncé qu'elle déplacerait son ambassade en Israël à Jérusalem,,.